# صن داي جين-إكس الشهرية
صن داي جين-إكس الشهرية هي مجلة مانغا سينن تمتلكها دار شوغاكوكان، صدرت لأول مرة في 19 يوليو 2000م.